# Tipula rastristyla
Tipula rastristyla är en tvåvingeart som beskrevs av Alexander 1945. Tipula rastristyla ingår i släktet Tipula och familjen storharkrankar. Inga underarter finns listade i Catalogue of Life.